# Raquel Devine
Raquel Devine (Meridian, Idaho; 17 de agosto de 1967) es una actriz pornográfica estadounidense.

## Biografía
Raquel Devine, nombre artístico de Cheri Lacey, nació en el estado de Idaho, en concreto en la ciudad de Meridian, en agosto de 1967. Poco se conoce de su vida antes de ingresar en la industria del cine para adultos, allá por 1997 con 30 años de edad.
Por su físico, su edad y esbeltos atributos, fue etiquetada como una actriz MILF. Muchas de sus películas tratan esta temática, así como la de sexo oral y anal.
Desde 1997 hasta la actualidad, ha trabajado con importantes estudios como Metro, Wicked Pictures, Digital Playground, Hustler, 3rd Degree, Vivid Entertainment, Penthouse, Elegant Angel o Brazzers.
Algunas de sus películas principales en su filmografía son M Is For Milf, Come To Momma 3, MILF Legends 4, donde participó con Lisa Ann, Julia Ann o Emma Starr, Milflicious o Cougars of Boobsville.
En 2010 entró en el Salón de la Fama de los Premios AVN. Ese mismo año, en estos galardones, fue nominada a la Artista MILF/Cougar del año.
Retirada en 2016, grabó algo más de 380 películas como actriz.

## Premios y nominaciones
| Año  | Ceremonia   | Resultado | Premio                      | Trabajo   |
| ---- | ----------- | --------- | --------------------------- | --------- |
| 1999 | Premios AVN | Nominada  | Mejor actriz                | Snatchers |
| 2010 | Premios AVN | Nominada  | Artista MILF/Cougar del año | —         |
| 2010 | Premios AVN | Ganadora  | Salón de la Fama            | —         |
| 2011 | Premios AVN | Nominada  | Artista MILF/Cougar del año | —         |